# Vrbové
Vrbové är en stad i distriktet Piešťany i regionen  Trnava i västra Slovakien vid Små Karpaterna.

## Geografi
Staden ligger på 188 meters höjd och har en area på 13,97 km². Den har ungefär
6 000 invånare (2017).